# Silingi
I Silingi (in latino Silingae, in greco Σιλίγγαι - Silingai) erano un insieme di tribù germaniche facente parte dell'etnia dei Vandali. Erano originari della Bassa Slesia, la cui denominazione deriva probabilmente proprio dal termine "Silingi" (il fiume presso il quale erano insediati fu denominato dopo le invasioni slave del V - VI secolo Silingja (oggi Ślęża). Le tribù slave che vissero presso il fiume Slęža furono quindi chiamate Ślężani e la terra degli Slęžani fu successivamente denominata Śląsk in polacco, Slezsko in ceco, Silesia in latino e Schlesien in tedesco.
I Silingi presero parte ai movimenti migratori dei Vandali, arrivando ad insediarsi, insieme ad Asdingi, Suebi e qualche tribù di Alani, nella penisola iberica intorno al 409.  
Nel 418, condotti dal loro re Frédébal, furono duramente sconfitti dai Visigoti, alleati di Roma, arrivati nella penisola per "ripulirla" da quelli che consideravano i veri "barbari". I Suebi furono costretti a ritirarsi in Galizia, gli Alani subirono fortissime perdite e i Silingi furono quasi sterminati e il loro re morì in battaglia. 
Le popolazioni di questi ultimi due gruppi etnici, scacciate dalle terre conquistate e senza re, si ritirarono nella Betica (odierna Andalusia) decidendo di sottomettersi all'autorità del re asdingo Gunderico.